# Sopa de cerveza

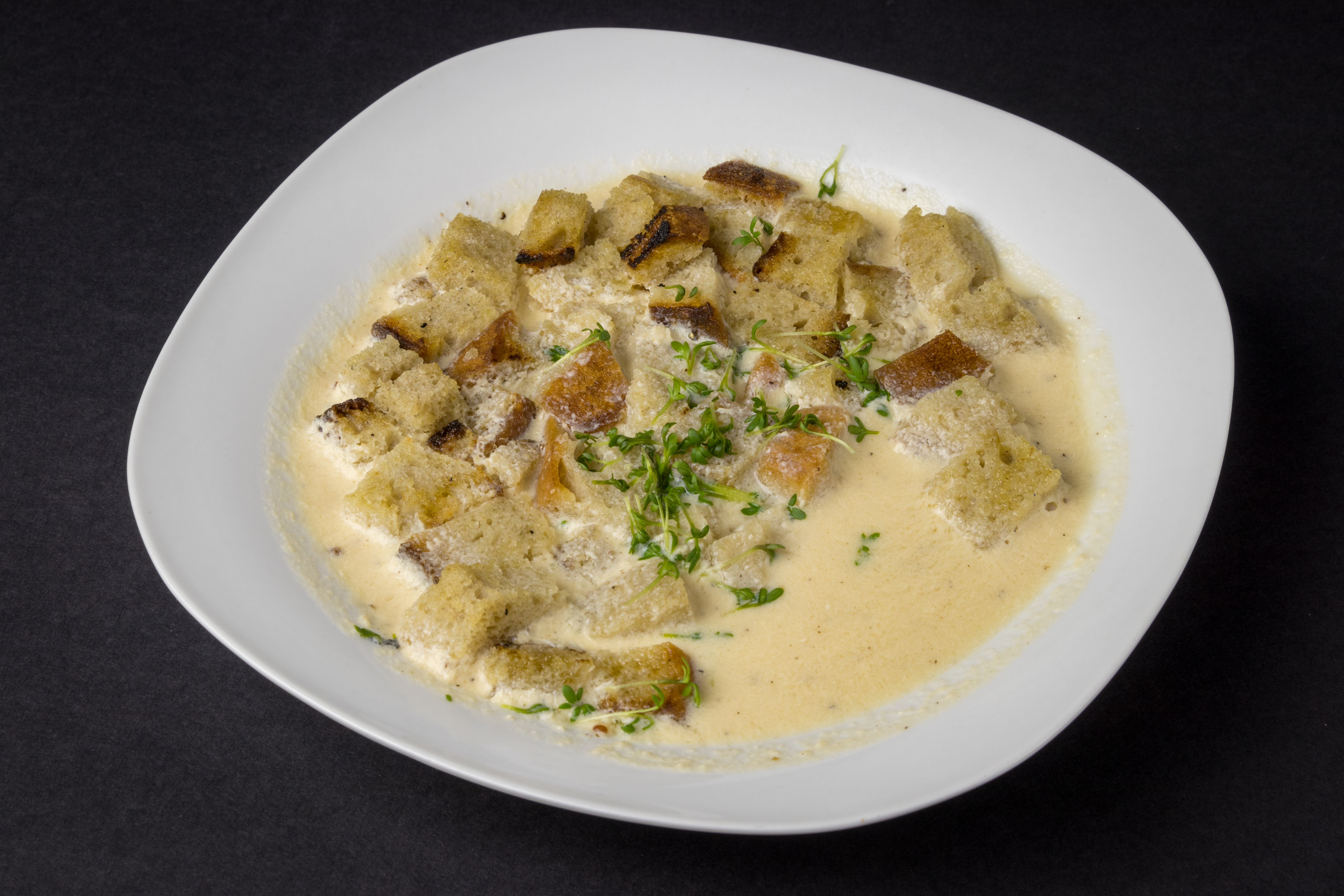
Sopa de cerveza

La sopa de cerveza es una sopa muy simple de origen muy humilde que se elaboraba con cerveza vertida sobre mantequilla fundida a la que se vierten granos de trigo o pan duro de centeno. Era una sopa servida como desayuno en el siglo XIX aunque sus orígenes datan de la Edad Media, por estos entonces era muy conocida en los países del norte de Europa, en Alemania es conocida como: Biersuppe, en Polonia como zupa piwna. Los ingredientes y la forma de preparar esta sopa varían mucho de un país a otro, se mencionan diversas posibilidades, una de las más mencionadas es añadir huevo (tan solo la yema), queso.